# Comunitat de municipis del País de Moncontour
La Comunitat de municipis del País de Moncontour (en bretó Kumuniezh kumunioù Bro Vonkontour) és una estructura intercomunal francesa, situada al departament de les Costes d'Armor a la regió Bretanya, al País de Saint-Brieuc. Té una extensió de 159,6 kilòmetres quadrats i una població de 10.936 habitants (2009).

## Composició
Agrupa 7 comunes :
- Langast
- Moncontour
- Plémy
- Quessoy
- Saint-Carreuc
- Trédaniel
- Hénon